# Kuno Meyer
Kuno Meyer, född 20 december 1858 i Hamburg, död 11 oktober 1919 i Leipzig, var en tysk filolog, med inriktning på keltiska språk; bror till Eduard Meyer.
Meyer studerade i Leipzig, blev 1884 lektor i tysk och keltisk filologi vid University of Liverpool och 1895 professor där. År 1897 uppsatte han "Zeitschrift für celtische Philologie", som under hans ledning var den ledande tidskriften på området, och 1898 "Archiv für celtische Lexicographie". Samtidigt var han ledare av School of Irish Learning i Dublin och utgav dess publikation "Ériu". År 1911 kallades han till professor i keltiska språk vid Berlins universitet (som efterträdare till Heinrich Zimmer), blev ledamot av Preussiska vetenskapsakademien och var framstående som utgivare, kulturhistoriker och filolog. Han verkade under första världskrigets första år för Tysklands sak i USA, men utsattes för våldsamma brittiska angrepp.